# Pustelnik czarny
Pustelnik czarny (Threnetes niger) – gatunek małego ptaka z rodziny kolibrowatych (Trochilidae). Występuje w północnej części Ameryki Południowej. Nie jest zagrożony wyginięciem.

## Występowanie
Pustelnik czarny występuje w Gujanie Francuskiej i daleko na północnym wschodzie Brazylii (w stanie Amapá i północnej części stanu Pará). Jego głównym naturalnym siedliskiem są wilgotne, tropikalne lasy nizinne, ale występuje też w lasach nadrzecznych, lasach bagiennych, lasach wtórnych, na pastwiskach z zaroślami czy na plantacjach.

## Systematyka
Taksonomia i systematyka pustelnika czarnego i jasnosternego (Threnetes leucurus) była dyskusyjna. Autorzy 5. tomu Handbook of the Birds of the World (1999) uznali ten gatunek za melanistyczny wariant pustelnika jasnosternego i włączyli T. leucurus do T. niger. Z drugiej strony, w 2003 roku Południowoamerykański Komitet Klasyfikacyjny (South American Classification Committee) uznał T. niger i T. leucurus za dwa różne gatunki, z powodu niewystarczającej liczby opublikowanych dowodów świadczących inaczej. Obecnie (2025) powszechnie uznaje się pustelnika czarnego i jasnosternego za osobne gatunki.
Wyróżnia się dwa podgatunki T. niger:
- T. n. niger (Linnaeus, 1758) – pustelnik czarny – Gujana Francuska i północno-wschodnia Brazylia,
- T. n. loehkeni Grantsau, 1969 – pustelnik brązowosterny[4] – północno-wschodnia Brazylia (na północ od Amazonki).

## Morfologia
Długość ciała 10–12 cm (w tym dziób 2,7–2,9 cm).

## Status zagrożenia
W Czerwonej księdze gatunków zagrożonych IUCN pustelnik czarny jest klasyfikowany jako gatunek najmniejszej troski (LC, ang. Least Concern). Liczebność populacji nie została oszacowana, ale ptak ten opisywany jest jako rzadki i występujący lokalnie. Ze względu na brak dowodów na spadki liczebności bądź istotne zagrożenia dla gatunku BirdLife International uznaje trend liczebności populacji za prawdopodobnie stabilny.